# Барсег Арджишеци
Барсе́г (или Тер-Барсе́г) Арджишеци́ (арм. Բարսեղ Արճիշեցի; даты рождения и смерти неизвестны) — армянский летописец начала XVI века.
Биографические данные скудны. Был священником в городе Арджиш. Оставил памятную запись, которая из-за богатого содержания был опубликован в качестве отдельной хронографии под названием «Летопись Барсега Арджишеци». Летопись охватывает период между 1501 и 1504 годами, содержит важные сведения о борьбе Исмаила Сефевида с последним правителем державы Ак-Коюнлу Алвендом, нашествиях кызылбашских племён, восшествии Исмаила на трон и первых годах его царствования. Кончается описанием нашествия курдских племён в Арджиш летом 1504 года. Памятная запись Арджишеци возможно начало незаконченного сочинения.